# Тильда сверху
Ти́льда све́рху (исп. tilde, от лат. titulus — подпись, надпись) — надстрочный диакритический знак в виде волнистой черты.

## Использование
В большинстве языков тильда сверху соответствует знаку, произошедшему из букв N и V, которые в средневековой скорописи часто писались над строкой (над предыдущей буквой) и в начертании выродились в волнистую линию. Такого происхождения, в частности, тильда в буквах:
- Ñ — в испанском языке употребляется для обозначения мягкого звука, близкого к «нь»;
- Õ — в эстонском языке обозначает неогубленный гласный заднего ряда средне-верхнего подъёма [ɤ].
- Ã и Õ — в португальском языке обозначают носовое произношение гласных.
- В некоторых системах фонетической транскрипции (в том числе в МФА) тильда над гласной вообще является показателем носового произношения.

В греческой политонической орфографии тильда над гласной обозначает облечённое ударение (циркумфлекс, периспомени) и является шрифтовым вариантом круглой шапочки над буквой. Греческий периспомени в Юникоде кодируется отдельными символами: U+1FC0 (῀) и U+0342 (͂).
В графике польского рукописного шрифта буква l̃ используется вместо буквы ł, означающей твёрдый звук [л], переходящий в неслоговое [у].
В текстах на венгерском языке тильда может использоваться в качестве суррогатного заменителя двойного акута над буквами O и U, если тот недоступен по техническим ограничениям.

## Другие варианты
Помимо надстрочного варианта встречаются также тильда снизу (◌̰) и тильда посередине (◌̴).